# Taça de Portugal 1973/74
Die Taça de Portugal 1973/74 war die 34. Austragung des portugiesischen Pokalwettbewerbs. Er wurde vom portugiesischen Fußballverband ausgetragen. Das Finale fand am 9. Juni 1974 im Estádio Nacional von Oeiras statt. Pokalsieger wurde Titelverteidiger Sporting Lissabon, das sich im Finale gegen Benfica Lissabon nach Verlängerung durchsetzte. Sporting nahm als Double-Sieger am Europapokal der Landesmeister 1974/75 teil, der unterlegene Finalist war für den Europapokal der Pokalsieger 1974/75 qualifiziert.
Alle Begegnungen wurden in einem Spiel ausgetragen. Bei unentschiedenem Ausgang wurde zur Ermittlung des Siegers eine Verlängerung gespielt. Stand danach kein Sieger fest, wurde das Spiel wiederholt.

## Teilnehmende Teams
| Primeira Divisão (16) | Segunda Divisão (40) | Segunda Divisão (40) | Distrikte (5) |
| --- | --- | --- | --- |
| - Académica de Coimbra - FC Barreirense - SC Beira-Mar - Belenenses Lissabon - Benfica Lissabon - Boavista Porto - GD da CUF Barreiro - SC Farense - Leixões SC - CD Montijo - SC Olhanense - Clube Oriental de Lisboa - FC Porto - Sporting Lissabon - Vitória Guimarães - Vitória Setúbal                           | - Alhandra SC - Almada AC - Atlético CP - Desportivo Aves - Sporting Braga - Caldas SC - GD Chaves - CD Cova da Piedade - SC Espinho - AD Fafe - FC Famalicão - CD Feirense - Gil Vicente FC - CD Gouveia - Lusitânia Lourosa - Lusitano GC Évora - AC Marinhense - Marítimo Funchal - Odivelas FC - UD Oliveirense                 | - FC Penafiel - GD Peniche - Portimonense SC - GD Riopele - SG Sacavenense - SC Salgueiros - AD Sanjoanense - GD Sesimbra - Sport União Sintrense - FC Tirsense - SC União Torreense - CD Torres Novas - Tramagal Sport União - Varzim SC - Vilanovense FC - União de Coimbra - União Lamas - União de Tomar - União Leiria - União de Montemor | - Nacional Funchal (Madeira) - SC Lusitânia (Azoren) - FC Moxico (Angola) - Sporting Bissau (Guinea-Bissau) - Textáfrica do Chimoio (Mosambik) |
| Terceira Divisão (77) | | | |
| - Académico de Viseu FC - AD Ala-Arriba - SC Alba - GC Alcobaça - GD Alcochetense - CDR Alferrarede - SC Mineiro Aljustrelense - FC Alverca - CD Amiense - Amora FC - Anadia FC - FC Avintes - CD Beja - SCE Bombarralense - GD Bragança - Calipolense CD - SC Campomaiorense - SL Cartaxo - Casa Pia AC - SC Covilhã | - Sport Covilhã e Benfica - Atlético Cucujães - Desportivo Castelo Branco - Desportivo de Monção - CF Esperança Lagos - AD Esposende - GD Estoril Praia - Febres SC - SC Freamunde - AD Guarda - O Elvas CAD - Juventude Évora - SC Lamego - Leça FC - SC Leiria e Marrazes - AD Limianos - CD Lousanense - Lusitano VRSA - Luso FC | - GD Mangualde - CF Marialvas - Mortágua FC - Moura AC - Naval 1º de Maio - GD Nazarenos - SL Olivais - Oliveira do Bairro SC - AD Ovarense - CD Paços de Brandão - FC Paços de Ferreira - Paio Pires FC - SC Penalva Castelo - GD Pescadores - Sporting Pombal - CD Portalegrense - SC Estela Portalegre - Atlético Povoense - SC Régua        | - Rio Ave FC - AD São Pedro da Cova - UDR Sambrasense - FC Seixal - Silves FC - GD Tabuense - União de Almeirim - UD Santarém - AD Valecambrense - GD Valpaços - Vasco da Gama AC - Estrela Vendas Novas - SC Vianense - SC Vila Pouca - SC Vila Real - UD Vilafranquense - Vieira SC - SC Vilar Formosa - FC Vizela |

## 1. Runde
In dieser Runde nahmen nur die Vereine aus der Terceira Divisão teil.
Freilos: GD Alcochetense, CD Paços de Brandão und Silves FC
|                           | Ergebnis  |                         |
| ------------------------- | --------- | ----------------------- |
| SC Penalva Castelo        | 4:0       | CF Marialvas            |
| Sporting Pombal           | 2:0       | GC Alcobaça             |
| CD Portalegrense          | 1:0       | CD Amiense              |
| FC Paços de Ferreira      | 4:1       | Vieira SC               |
| GD Nazarenos              | 1:3       | SC Estela Portalegre    |
| Naval 1º de Maio          | 1:0       | SC Alba                 |
| SL Olivais                | 3:1       | O Elvas CAD             |
| Oliveira do Bairro SC     | 1:0       | SC Covilhã              |
| Atlético Povoense         | 1:2       | UD Santarém             |
| Rio Ave FC                | 2:0       | GD Valpaços             |
| Estrela Vendas Novas      | 1:0       | GD Estoril Praia        |
| UD Vilafranquense         | 1:1 n. V. | União de Almeirim       |
| SC Vilar Formosa          | 1:2       | Atlético Cucujães       |
| Vasco da Gama AC          | 2:0       | Paio Pires FC           |
| AD Valecambrense          | 2:2 n. V. | CD Lousanense           |
| AD São Pedro da Cova      | 3:3 n. V. | AD Esposende            |
| SC Lamego                 | 3:1       | SC Vila Real            |
| Moura AC                  | 0:2       | Juventude Évora         |
| Desportivo de Monção      | 2:0       | SC Freamunde            |
| Calipolense CD            | 1:3       | SCE Bombarralense       |
| SC Campomaiorense         | 0:1       | FC Alverca              |
| SL Cartaxo                | 3:1       | SC Leiria e Marrazes    |
| GD Bragança               | 1:3       | SC Vila Pouca           |
| FC Avintes                | 1:0       | SC Régua                |
| AD Ovarense               | 3:0       | AD Ala-Arriba           |
| SC Mineiro Aljustrelense  | 0:1       | GD Pescadores           |
| Casa Pia AC               | 4:0       | Lusitano VRSA           |
| CD Beja                   | 1:1 n. V. | UDR Sambrasense         |
| AD Limianos               | 0:1       | SC Vianense             |
| GD Mangualde              | 3:0       | Anadia FC               |
| AD Guarda                 | 4:1       | Sport Covilhã e Benfica |
| Febres SC                 | 1:0       | GD Tabuense             |
| Desportivo Castelo Branco | 3:3 n. V. | CDR Alferrarede         |
| CF Esperança Lagos        | 3:0       | Luso FC                 |
| FC Vizela                 | 0:1       | Leça FC                 |
| FC Seixal                 | 2:1       | Amora FC                |
| Académico de Viseu FC     | 1:1 n. V. | Mortágua FC             |

### Wiederholungsspiele
|                   | Ergebnis |                           |
| ----------------- | -------- | ------------------------- |
| UDR Sambrasense   | 2:3      | CD Beja                   |
| União de Almeirim | 2:1      | UD Vilafranquense         |
| Mortágua FC       | 1:0      | Académico de Viseu FC     |
| CD Lousanense     | 1:0      | AD Valecambrense          |
| AD Esposende      | 2:1      | AD São Pedro da Cova      |
| CDR Alferrarede 1 | 2:1      | Desportivo Castelo Branco |

## 2. Runde
Die Vereine aus der Segunda Divisão stiegen in dieser Runde ein.
|                       | Ergebnis  |                           |
| --------------------- | --------- | ------------------------- |
| SC Salgueiros         | 4:1       | CD Feirense               |
| SCE Bombarralense     | 1:3       | União Leiria              |
| Portimonense SC       | 4:0       | CD Torres Novas           |
| CD Portalegrense      | 2:0       | SG Sacavenense            |
| SC Penalva Castelo    | 2:0       | AD Guarda                 |
| Mortágua FC           | 2:5       | Naval 1º de Maio          |
| Oliveira do Bairro SC | 2:1       | Gil Vicente FC            |
| UD Oliveirense        | 5:1       | Desportivo de Monção      |
| Sport União Sintrense | 2:1       | Caldas SC                 |
| SC Lamego             | 2:0       | AD Esposende              |
| UD Santarém           | 1:1 n. V. | AC Marinhense             |
| Estrela Vendas Novas  | 1:0       | União de Almeirim         |
| Vilanovense FC        | 0:1       | FC Paços de Ferreira      |
| União Lamas           | 1:1 n. V. | Lusitânia Lourosa         |
| União de Coimbra      | 3:4       | SC Espinho                |
| FC Tirsense           | 1:2       | AD Fafe                   |
| Tramagal Sport União  | 2:0       | Sporting Pombal           |
| SC União Torreense    | 2:2 n. V. | SC Estela Portalegre      |
| Marítimo Funchal      | 0:0 n. V. | GD Pescadores             |
| GD Mangualde          | 5:3       | Rio Ave FC                |
| FC Avintes            | 1:0       | GD Chaves                 |
| SL Cartaxo            | 0:1       | SL Olivais                |
| CD Beja               | 0:0 n. V. | Desportivo Castelo Branco |
| FC Alverca            | 0:2       | Atlético CP               |
| Almada AC             | 0:4       | União de Tomar            |
| AD Sanjoanense        | 3:4       | Sporting Braga            |
| GD Alcochetense       | 1:1 n. V. | Juventude Évora           |
| Alhandra SC           | 1:0       | Odivelas FC               |
| Atlético Cucujães     | 0:1       | SC Vianense               |
| Desportivo Aves       | 1:1 n. V. | FC Famalicão              |
| GD Peniche            | 2:1       | CD Cova da Piedade        |
| GD Sesimbra           | 3:0       | Lusitano GC Évora         |
| CD Lousanense         | 2:2 n. V. | CD Paços de Brandão       |
| Febres SC             | 0:1       | CD Gouveia                |
| Silves FC             | 0:1       | CF Esperança Lagos        |
| Leça FC               | 0:2       | Varzim SC                 |
| FC Penafiel           | 2:1       | SC Vila Pouca             |
| FC Seixal             | 1:2       | União de Montemor         |
| AD Ovarense           | 2:1       | GD Riopele                |
| Vasco da Gama AC      | 1:0       | Casa Pia AC               |

### Wiederholungsspiele
|                           | Ergebnis |                    |
| ------------------------- | -------- | ------------------ |
| Lusitânia Lourosa         | 5:2      | União Lamas        |
| CD Paços de Brandão       | 1:0      | CD Lousanense      |
| GD Pescadores             | 4:5      | Marítimo Funchal   |
| Juventude Évora           | 3:1      | GD Alcochetense    |
| FC Famalicão              | 4:3      | Desportivo Aves    |
| Desportivo Castelo Branco | 1:3      | CD Beja            |
| SC Estela Portalegre      | 1:2      | SC União Torreense |
| AC Marinhense             | 1:0      | UD Santarém        |

## 3. Runde
|                       | Ergebnis  |                       |
| --------------------- | --------- | --------------------- |
| CD Portalegrense      | 1:0       | União de Montemor     |
| CD Paços de Brandão   | 3:2       | GD Mangualde          |
| UD Oliveirense        | 2:2 n. V. | Sporting Braga        |
| Marítimo Funchal      | 3:0       | AC Marinhense         |
| SC Salgueiros         | 3:0       | Naval 1º de Maio      |
| Sport União Sintrense | 1:0       | SC União Torreense    |
| SC Vianense           | 2:2 n. V. | AD Fafe               |
| Estrela Vendas Novas  | 2:3       | Portimonense SC       |
| União de Tomar        | 5:0       | Alhandra SC           |
| Lusitânia Lourosa     | 2:0       | SC Penalva Castelo    |
| Juventude Évora       | 2:1       | GD Sesimbra           |
| FC Avintes            | 1:0       | Varzim SC             |
| Atlético CP           | 2:1       | União Leiria          |
| AD Ovarense           | 1:0       | FC Paços de Ferreira  |
| CD Beja               | 2:0       | Vasco da Gama AC      |
| CF Esperança Lagos    | 1:0       | Tramagal Sport União  |
| GD Peniche            | 3:2       | SL Olivais            |
| FC Penafiel           | 2:0       | Oliveira do Bairro SC |
| FC Famalicão          | 2:0       | SC Espinho            |
| SC Lamego             | 3:1       | CD Gouveia            |

### Wiederholungsspiele
|                | Ergebnis |                |
| -------------- | -------- | -------------- |
| Sporting Braga | 1:0      | UD Oliveirense |
| AD Fafe        | 1:2      | SC Vianense    |

## 4. Runde
Freilos: SC Vianense und Marítimo Funchal
|                       | Ergebnis  |                     |
| --------------------- | --------- | ------------------- |
| Lusitânia Lourosa     | 3:1       | CD Portalegrense    |
| Sport União Sintrense | 1:2       | Atlético CP         |
| Sporting Braga        | 0:1       | Portimonense SC     |
| GD Peniche            | 1:1 n. V. | CD Paços de Brandão |
| FC Penafiel           | 2:3       | SC Salgueiros       |
| CD Beja               | 2:2 n. V. | FC Avintes          |
| CF Esperança Lagos    | 0:1       | Juventude Évora     |
| SC Lamego             | 2:5 n. V. | União de Tomar      |
| AD Ovarense           | 2:2 n. V. | FC Famalicão        |

### Wiederholungsspiele
|                     | Ergebnis |             |
| ------------------- | -------- | ----------- |
| CD Paços de Brandão | 1:0      | GD Peniche  |
| FC Famalicão        | 7:1      | AD Ovarense |
| FC Avintes          | 5:0      | CD Beja     |

## 5. Runde
In dieser Runde stiegen die 16 Teams der Primeira Divisão und die 5 Teams aus den Kolonialgebieten ein. Die Spiele fanden am 6. und 7. April 1974 statt.
|                       | Ergebnis  |                          |
| --------------------- | --------- | ------------------------ |
| SC Farense            | 5:1       | Lusitânia Lourosa        |
| SC Salgueiros         | 3:2 n. V. | Académica de Coimbra     |
| Sporting Lissabon     | 4:2       | Vitória Setúbal          |
| SC Vianense           | 0:2       | Benfica Lissabon         |
| Sporting Bissau       | 0:1       | Clube Oriental de Lisboa |
| Boavista Porto        | 3:1       | Marítimo Funchal         |
| GD da CUF Barreiro    | 6:0       | FC Moxico                |
| União de Tomar        | 6:1       | Juventude Évora          |
| Textáfrica do Chimoio | 0:1       | Atlético CP              |
| FC Porto              | 8:0       | SC Lusitânia             |
| FC Famalicão          | 2:1       | Vitória Guimarães        |
| Nacional Funchal      | 0:3       | FC Barreirense           |
| CD Paços de Brandão   | 1:2       | Belenenses Lissabon      |
| SC Olhanense          | 1:0       | Leixões SC               |
| SC Beira-Mar          | 3:0       | CD Montijo               |
| FC Avintes            | 1:0       | Portimonense SC          |

## Achtelfinale
Die Spiele fanden am 27. und 28. April 1974 statt.
|                    | Ergebnis  |                          |
| ------------------ | --------- | ------------------------ |
| Atlético CP        | 1:1 n. V. | SC Farense               |
| Boavista Porto     | 5:1       | FC Famalicão             |
| Sporting Lissabon  | 2:1       | Belenenses Lissabon      |
| SC Olhanense       | 4:1       | SC Salgueiros            |
| FC Porto           | 1:0       | FC Barreirense           |
| FC Avintes         | 0:3       | União de Tomar           |
| GD da CUF Barreiro | 2:0       | SC Beira-Mar             |
| Benfica Lissabon   | 8:0       | Clube Oriental de Lisboa |

### Wiederholungsspiel
|            | Ergebnis |             |
| ---------- | -------- | ----------- |
| SC Farense | 3:1      | Atlético CP |

## Viertelfinale
Die Spiele fanden am 25. und 26. Mai 1974 statt.
|                   | Ergebnis  |                    |
| ----------------- | --------- | ------------------ |
| SC Farense        | 0:4       | Benfica Lissabon   |
| Sporting Lissabon | 2:0       | Boavista Porto     |
| SC Olhanense      | 4:2 n. V. | União de Tomar     |
| FC Porto          | 3:1 n. V. | GD da CUF Barreiro |

## Halbfinale
Die Spiele fanden am 2. Juni 1974 statt.
|                   | Ergebnis |                  |
| ----------------- | -------- | ---------------- |
| Sporting Lissabon | 2:1      | SC Olhanense     |
| FC Porto          | 0:3      | Benfica Lissabon |

## Finale
| Paarung           | Sporting Lissabon – Benfica Lissabon |
| Ergebnis          | 2:1 n. V. (1:1, 0:1) |
| Datum             | 19. Juni 1974 |
| Stadion           | Estádio Nacional, Oeiras |
| Schiedsrichter    | César Correia |
| Tore              | 0:1 Nené (32.) 1:1 Chico Faria (89.) 2:1 Marinho (107.) |
| Sporting Lissabon | Vítor Damas – Vitorino Bastos, Carlos Alhinho, Manaca – Nélson Fernandes, Vítor Baltasar, Dé, Paulo Rocha (73. Chico Faria), Wágner Canotilho (105. Dani Silva) – Marinho, Joaquim Dinis Cheftrainer: Mário Lino        |
| Benfica Lissabon  | Manuel Bento – António Barros, Rui Rodrigues (67. Adolfo Calisto), Artur Correia, Humberto Coelho – António Simões , Toni (45. Eusébio), Vítor Martins – Rui Jordão, Nené, Vítor Baptista Cheftrainer: Fernando Cabrita |